# Gmina Richland (hrabstwo Adair)
Gmina Richland (ang. Richland Township) – gmina w USA, w stanie Iowa, w hrabstwie Adair. Według danych z 2020 roku gmina miała 185 mieszkańców.